# Сайн-Витгенштейн-Берлебург, Казимир цу
Казимир цу Сайн-Витгенштейн-Берлебург (31 января 1687 года в Берлебурге; 5 июня 1741 года там же) — правящий граф Витгенштейна-Берлебурга. Он был выдающимся строителем и расширил замок Берлебурга в стиле барокко. Также основал несколько деревень на вершинах холмов в районе современного города Винтерберг. Находился под влиянием пиетизма и активно поддерживал проект перевода Библии в Берлебурге. Слыл веротерпимым и предоставлял убежище преследуемым религиозным людям. В результате графство стал центром радикальных пиетистов и церковных сепаратистов. Однако сам Казимир остался верен Реформатской церкви.

## Семья
Граф Казимир происходил из Берлебургской линии дома Сайн-Витгенштейнов. Его отцом был Людвиг Франц цу Сайн-Витгенштейн-Берлебург (1660–1694 гг.). Мать — Хедвига София цур Липпе-Браке (1669–1738 гг.), дочь графа Казимира цу Липпе-Бракке.
Казимир женился на своей первой жене, Марии Шарлотте цу Изенбург унд Бюдинген (1687–1716 гг.), 18 февраля 1711 года. От этого брака родилось трое детей, включая его преемника Людвига Фердинанда цу Сайн-Витгенштейн-Берлебурга. Во втором браке 26 мая 1717 года он женился на графине Эстер Марии Поликсене фон Вурмбранд-Штуппах, дочери председателя придворного совета Иоганна Вильгельма фон Вурмбранд-Штуппаха. В этом браке родилось пятеро детей, но только двое из них достигли совершеннолетия.

## Ранние годы
Его отец умер в 1694 году, поэтому регентство от имени Казимира первоначально осуществляла его мать. Её брат Рудольф цур Липпе-Браке был опекуном Казимира. Мать находилась под сильным влиянием пиетизма и в 1700 году основала Филадельфийскую общину. Берлебург стал убежищем для радикальных пиетистов. Их влияние стало настолько сильным, что они стали доминировать в протестантской общине. Нововведения (крещения больше не проводились) привели к недовольству, поэтому второй крестный отец Казимира, граф Рудольф цур Липпе-Браке, применил силу, чтобы положить конец деятельности радикалов в апреле 1700 года.
Мать обеспечила ему максимально возможное образование. В юном возрасте Казимир учился в университетах Марбурга и Гиссена, прежде чем в 1705 году мать отправила его в университет Галле, чтобы он мог не только изучать право и политологию, в том числе у Самуэля Штрика, но и слушать теологов, которые были близки ее взглядам, например, Августа Германа Франке. Однако поначалу Казимир предпочитал предаваться удовольствиям, пока ему не назначили нового благочестивого наставника. После этого он предпринял большое турне по Англии и Нидерландам. В Англии он был настолько впечатлен филадельфийской верой с её терпимостью и упором на благотворительность, что теперь последовал этому религиозному примеру. Он также посетил Швейцарию и Францию. Как и он сам, его первая жена Мария Шарлотта цу Изенбург унд Бюдинген была пиетисткой. На него самого оказали сильное влияние такие мистики, как Иоганн Таулер, Жанна-Мари Бувье де Ла Мотт Гюйон и пиетисты его времени. Он сам перевел труды мадам де Гюйон.

## Регенство
В 1712 году регентство перешло к Казимиру. Его мать по старости удалилась от дел и переехала в загородное поместье.

### Религиозная политика
Благодаря политике Казимира по обеспечению религиозной свободы, графство вновь стало убежищем для преследуемых по религиозным мотивам людей из Германии и соседних стран. Проводились библейские изучения и встречи. Для распространения идей пиетизма в 1714 году он основал типографию, которая первоначально была связана с сиротским приютом. Бизнес разросся до таких размеров, что в 1717 году он даже построил бумажную фабрику. Процветанию типографии способствовала семья печатников Хауг, бежавшая из Страсбурга и приехавшая в Берлебург в 1720 году.
Его вторая жена происходила из лютеранской семьи и принесла в брак значительное состояние. Начиная с 1724 года Казимир вёл дневник, в котором подробно описывал свои грехи. Он способствовал созданию перевода и комментариев к Берлебургской Библии, которые были созданы между 1724 и 1742 годами. Движущей силой был, в частности, пастор Людвиг Кристоф Шефер. Перевод характеризовался максимальной точностью соответствия оригинальным текстам. Казимир также внёс личный вклад в комментарии, включив в них свои переводы текстов мадам де Гюйон. Он привлёк к своему двору необходимый персонал, включая Иоганна Кристиана Эдельмана и научных экспертов для проекта, таких как Иоганн Конрад Диппель. Труд был опубликован в восьми томах Иоганном Генрихом Хаугом. Казимир предоставил стартовое финансирование. Ему также удалось предотвратить возможную цензуру произведения на уровне государства. В 1730 году в Берлебург приехал граф Николай Людвиг фон Цинцендорф и основал Филадельфийское собрание в форме Моравского движения. Однако эта группа смогла заявить о себе лишь на короткое время.
Хотя Берлебург все больше становился местом сбора сепаратистских и радикальных пиетистских групп, сам Казимир к ним не принадлежал, но оставался связанным с Реформатской церковью. Но без его толерантности этот район не смог бы стать убежищем для радикальных пиетистов.

## Христианские инициативы
Казимир серьезно относился к своим обязанностям правителя, заботился даже о мелких проблемах в своем графстве и старался поддерживать связь с жителями. Учитывая его христианские убеждения, неудивительно, что в 1723 году он издал нравственные законы против азартных игр и пьянства. Видимо, это не сработало, поэтому в 1729 году он снова ужесточил закон против пьянства. В 1731 году он издал «мандат по брачным и полицейским делам, дабы отечески ограждать подданных от всякого рода злоупотреблений и грехов». Он попытался смягчить голод 1740 года, издав указ, поощряющий меры жесткой экономии, рассчитанный на тех, у кого ещё было достаточно продовольствия. В 1713 году он основал деревни на вершинах холмов Молльзайфен, Лангевизе, Хоэляйе и Нойастенберг на границе с Вестфальским Кёльнским курфюршеством. Он также стремился поддерживать хорошую репутацию конного завода Берлебурга.
Несмотря на свое набожность, Казимир был выдающимся строителем. Чтобы компенсировать ущерб своим двум младшим братьям, Карлу Вильгельму (4 апреля 1693; 18 января 1749) и Людвигу Францу (13 декабря 1694; 24 февраля 1750), он построил для них в Берлебурге Карлсбург и Людвигсбург. Он построил охотничьи домики в долине реки Казимира и в Рёспе. В 1730-х годах он значительно расширил сад замка Берлебург и саму резиденцию. Так в его время было создано среднее (представительное) здание. В частности, богатство его второй жены сделало возможным его строительные работы. В то же время, его пристрастия к охоте, музыке и показной роскоши также характеризуют его как светского принца эпохи барокко.
В течение последних шестнадцати лет своей жизни он страдал от физических недугов, в частности подагры.

## Память
- В Бад-Берлебурге сохраняется благодарственная память графу, как строителю города. В его честь названа одна из центральных улиц — Граф-Казимир-Штрассе   - Медиафайлы на Викискладе